# Ampelocalamus saxatilis
Ampelocalamus saxatilis är en gräsart som först beskrevs av Chi Ju Hsueh och Tong Pei Yi, och fick sitt nu gällande namn av Chi Ju Hsueh och Tong Pei Yi. Ampelocalamus saxatilis ingår i släktet Ampelocalamus och familjen gräs. Inga underarter finns listade i Catalogue of Life.